# مکینتاش (داکوتای جنوبی)
مکینتاش(به انگلیسی: McIntosh) شهری در ایالت داکوتای جنوبی کشور ایالات متحده آمریکا است که جمعیت آن در سرشماری سال ۲۰۱۰ میلادی، ۱۷۳ نفر بوده‌است.